# Neah Bay
Neah Bay és una concentració de població designada pel cens dels Estats Units a la península Olympic, estat de Washington. Segons el cens del 2000 tenia 794 habitants.

## Demografia
Segons el cens del 2000, Neah Bay tenia 794 habitants, 282 habitatges, i 181 famílies. La densitat de població era de 129,9 habitants per km².
Dels 282 habitatges en un 37,6% hi vivien nens de menys de 18 anys, en un 36,2% hi vivien parelles casades, en un 17,7% dones solteres, i en un 35,8% no eren unitats familiars. En el 31,2% dels habitatges hi vivien persones soles el 5,3% de les quals corresponia a persones de 65 anys o més que vivien soles. El nombre mitjà de persones vivint en cada habitatge era de 2,76 i el nombre mitjà de persones que vivien en cada família era de 3,38.
Per edats la població es repartia de la següent manera: un 34% tenia menys de 18 anys, un 12,5% entre 18 i 24, un 26,7% entre 25 i 44, un 21% de 45 a 60 i un 5,8% 65 anys o més.
L'edat mediana era de 29 anys. Per cada 100 dones de 18 o més anys hi havia 128,8 homes.
La renda mediana per habitatge era de 21.635 $ i la renda mediana per família de 24.583 $. Els homes tenien una renda mediana de 28.750 $ mentre que les dones 27.917 $. La renda per capita de la població era d'11.338 $. Aproximadament el 26,3% de les famílies i el 29,9% de la població estaven per davall del llindar de pobresa.

## Poblacions més properes
El següent diagrama mostra les poblacions més properes.